# کهنوج
شهر کَهنوج مرکز شهرستان کهنوج و یکی از شهرهای جنوب شرق ایران است. جمعیت شهر کهنوج بنابر سرشماری نفوس و مسکن سال ۱۳۹۵ مرکز آمار ایران ۵۲۶۲۴نفر بوده‌است. 

## نام گذاری
نام کهنو (ج) را به معنای کَهن نو (قنات نو) دانسته‌اند. قنات اصلی این آبادی، قنات شیخ‌آباد بوده و قنات نو پرآب در کنار قلعه قدیمی که به «کلات» مشهور بوده واقع شده و باعث پیشرفت این آبادی شده؛ کهنوج از دو واژه (کهن) و (نو) (قنات نو) تشکیل شده‌است. در مرکز این شهر قلعه ضرغام وجود دارد که هسته اولیه تشکیل این شهرستان بوده‌است. در حال حاضر قسمتی از قلعه ضرغام باقی مانده‌است، و در مجاورت شهرک ولیعصر واقع شده‌است.

## موقعیت جغرافیایی
شهر کهنوج از شمال با جیرفت و عنبرآباد از جنوب به منوجان، از شرق به قلعه گنج و رودبار جنوب و از غرب به فاریاب و رودان در استان هرمزگان محدود می‌شود. همچنین کهنوج به دلیل قرار گرفتن در مسیر اصلی زاهدان به بندرعباس و همچنین کرمان به بندرعباس از موقعیت مهمی برخوردار است.

### شهرستان‌های جدا شده از کهنوج
چهار شهرستان فاریاب، قلعه گنج، رودبار جنوب و منوجان از شهرستان کهنوج جدا شده‌اند و به مرور از بخش به شهرستان تبدیل گشته‌اند.
به این پنج شهرستان { رودبار جنوب - منوجان - کهنوج - فاریاب - قلعه گنج } پنج گنج گفته میشود .

## آب وهوا و اقلیم
آب و هوای کهنوج گرم و خشک است و این شهر تابستان‌هایی گرم و زمستان‌هایی نسبتاً معتدل و تا حدودی سرد دارد. نسیم مطبوعی که شب‌ها می‌وزد خنک است و به «شوباد»، یعنی بادِ شب معروف است. این واژه، یعنی شوباد نام خود را به اسم بسیاری از مغازه‌ها و ساختمان‌ها نیز داده‌است؛ به‌طوری‌که سینمای شهرستان کهنوج به سینما «شوباد» معروف است و در محوطه پارک بزرگ شهر و نزدیک به دریاچه پارک قرار دارد. همچنین نیروگاه سیکل ترکیبی این شهر نیز شوباد نام دارد. کمترین دمای ثبت شده در شهر کهنوج تاکنون، ۲٫۴- درجه سانتیگراد زیرصفر بوده است.

### نواحی کوهستانی اطراف شهر
وجود کوه‌های نسبتاً مرتفع در ارتفاع متوسط۲۰۰۰ متر در جنوب غربی، شمال، شمال غربی و شمال شرقی که همانند دیواری اطراف آن را فراگرفته‌است. ارتفاعات این منطقه دنبالهٔ رشته کوه‌های زاگرس و کوه‌های پراکنده مرکزی است که از شمال به جنوب از ارتفاعات شهرستان می‌توان، کوه‌های جبال بارز در شمال شرقی را نام برد. همچنین می‌توان کوه‌های کلمرز و گرم و کوه شهری و کوه شاه نیز نام برد؛ که ارتفاع متوسط آن‌ها به ۲۰۰۰متر می‌رسد به دلیل نفوذ توده‌های گرافیتی در بخشی از این ارتفاعات معادن کرومیت ایجاد شده‌است.

## صنایع و کارخانه ها

### نیروگاه کهنوج
- نیروگاه گازی کهنوج و در آینده نیروگاه1000 مگاواتی سیکل ترکیبی کهنوج از منابع تأمین انرژی این منطقه هستند.

### مجتمع تیتانیوم کهنوج
بزرگترین کارخانه تیتانیوم کشور است که در شهرستان کهنوج (۲۵ کیلومتری محور کهنوج- بندرعباس) واقع شده است.

## دانشگاه‌ها و مراکز آموزش عالی
- دانشگاه آزاد اسلامی واحد کهنوج
- دانشگاه پیام نور واحد کهنوج
- دانشگاه علمی کاربردی فرمانداری کهنوج
- پردیس دانشگاه کشاورزی علمی کاربردی جهاد کشاورزی کهنوج
- مجتمع آموزش عالی سلامت کهنوج
- حوزه علمیه ولیعصر (عج) کهنوج

## مراکز فرهنگی

### کتابخانه‌ها
- کتابخانه عمومی شهید مطهری[۳]

### سینما
- سینما شوباد

## آثار تاریخی و جاذبه‌های گردشگری
از آثار تاریخی این شهر:
- قلعه تاریخی ضرغام ، این قلعه سالیان زیادی مرکز حکومت رودبار زمین (شهرستانهای کهنوج، منوجان، اسلام‌آباد(رودبار جنوب)، قلعه گنج، فاریاب، بشاگرد و بخشهایی از شهرستان جیرفت) بوده‌است. این قلعه در جوار شهرک ولیعصر و فاصله نزدیکی با قبرستان اصلی شهر دارد
- عمارت ضرغام السلطنه مالکی که ساخته شده در دوره قاجار است ، این عمارت واقع در دامنه کوه ناصر آباد و نزدیک قبرستان میرعمر است
- تنگ رزون، در ۱۰ کیلومتری جاده کهنوج بندرعباس
- مورکردی (چاه زیارت)،
- دشت زیبای مور در نازدشت

طبیعت زیبا و رودخانه گشکندر بعد از زیارت بی بی طیبه
- پارک و شهربازی کهنوج،
- زیارت بی بی طیبه روستای ازلی، فاصله تا مرکز ۳ کیلومتر
- زیارت دیوان مراد در روستای چاه ریگان که از مناطق خوش آب و هوا و واقع در ارتفاعات کوه‌های کلمرز می‌باشد. اخیراً راه آسفالته به طرف این مکان مورد بهره‌برداری قرار گرفت و رفت و آمد بازدیدکنندگان و مسافرین به سهولت انجام می‌شود.
- منطقه گردشگری گشکندر وباتیلی

## پارک ها و فضای سبز شهری
- پارک شوباد
- پارک تامین اجتماعی
- پارک نشاط

## جمعیت شناسی

### زبان و گویش
کهنوجی ها به گویش رودباری تکلم می کنند که به بلوچی و بندری شباهت دارد.

### جمعیت
جمعیت این شهر در سرشماری سال ۱۳۹۵ ، برابر با ۵۲،۶۲۴ نفر بوده است. 

## سوغات
- مرکبات از جمله پرتقال، نارنگی، لیموترش ، انبه
- رطب
- شلک و سمسیل
- خرما و فرآورده های آن
- غلاتی چون گندم و ذرت
- انوع تره بارهای مرغوب از جمله خیارسبز گوجه فرنگی سیب زمینی پیاز و انواع صیفی جات می‌توان اشاره کرد

همچنین گیاهی خودرو به نام شُلَک به صورت پخته و سرخ شده، بسیار خوشمزه و مقوی است که بیشتر در گندم زارها زمینهای کشاورزی و دشتها یافت می‌شود.
همچنین شهرستان کهنوج و شش شهرستان همجوارش،در زمستان بار اصلی محصولات صیفی و سبزیجات کشور را تامین می کنند.
همچنین شهرستان کهنوج غذای خوشمزه ی دیگری را هم درست می کند که کهنوجی ها آن را رَنگینَک نامیده اند . این غذای خوشمزه با خرما و شکر و .... درست می شود .